# Monoxenus nodosus
Monoxenus nodosus är en skalbaggsart som först beskrevs av Hintz 1916.  Monoxenus nodosus ingår i släktet Monoxenus och familjen långhorningar. Inga underarter finns listade i Catalogue of Life.